# Aston Martin DBR22
Aston Martin DBR22 – supersamochód klasy średniej typu one-off wyprodukowany pod brytyjską marką Aston Martin w 2022 roku.

## Historia i opis modelu

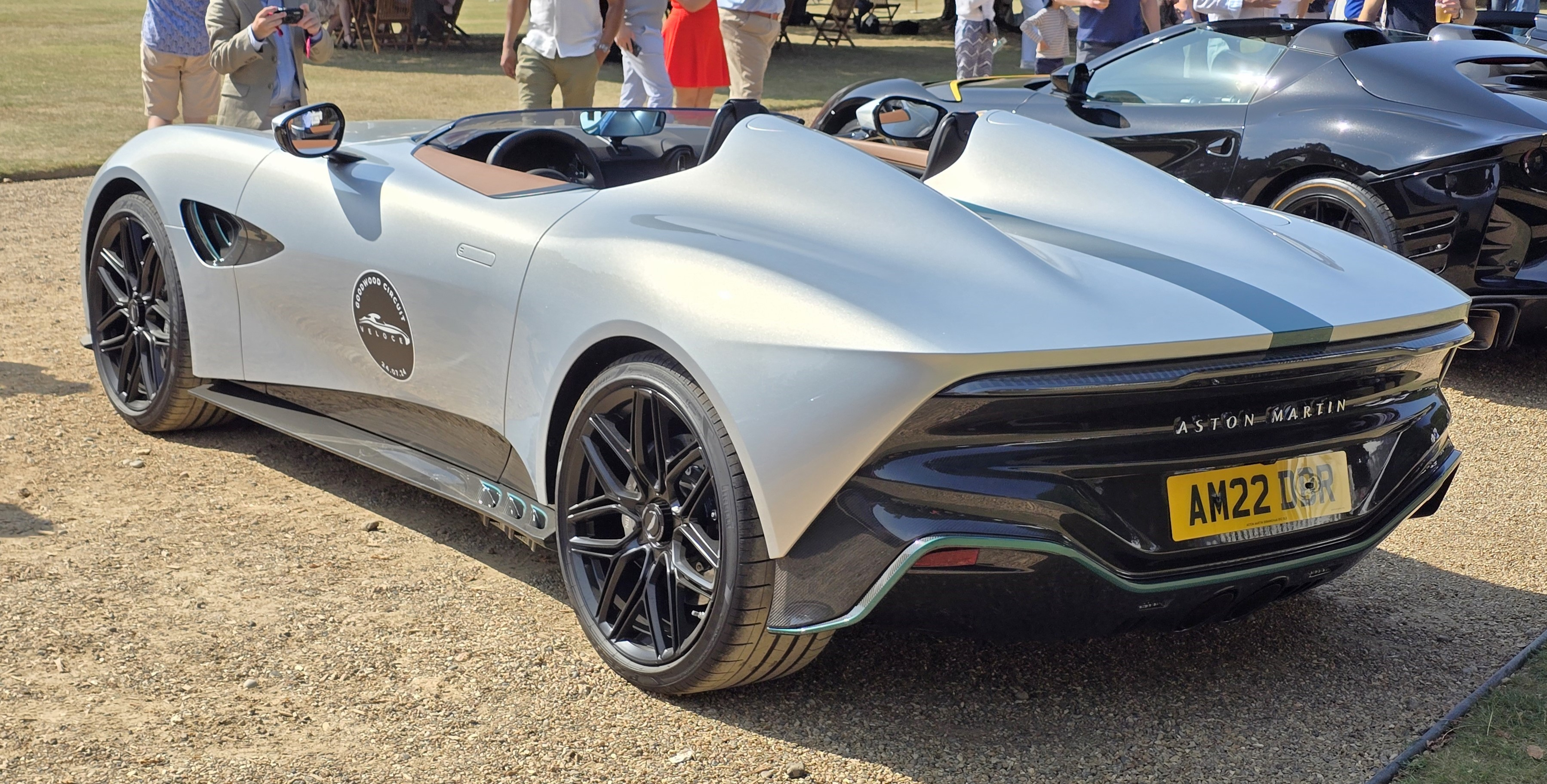
Aston Martin DBR22 - tył

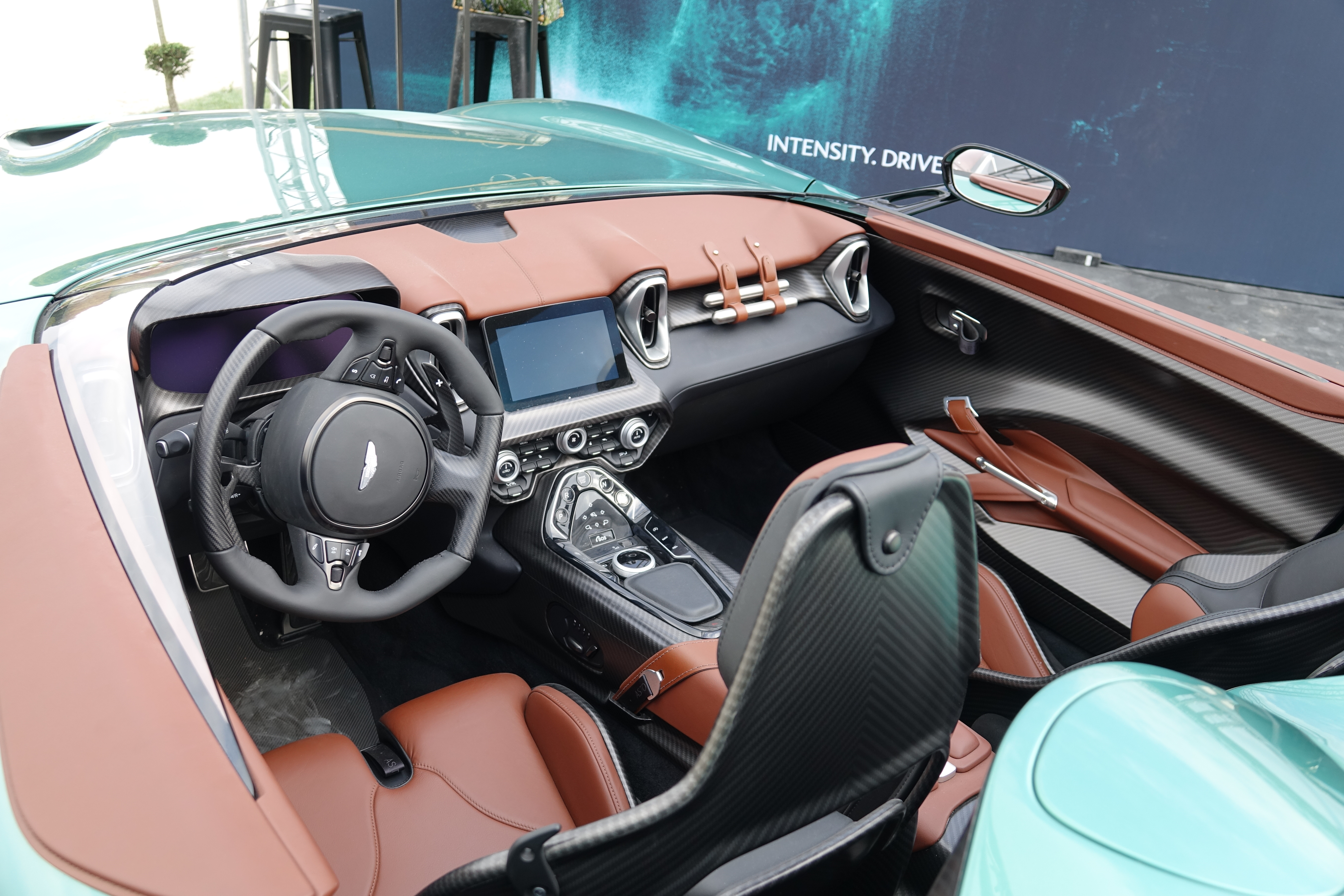
Aston Martin DBR22 - kokpit

W połowie sierpnia 2022, podczas corocznego wydarzenia Monterey Car Week w amerykańskiej Kalifornii, oddział Q by Aston Martin zaprezentował nowy unikatowy model. Celebrował on 10-lecie powstania dywizji budującej specjalne, najdroższe samochody w portfolio brytyjskiej firmy, będąc zarazem nawiązaniem do klasycznych wyścigowych konstrukcji Aston Martina z lat 50. XX wieku - DB3S i DBR1. 
DBR22 to supersamochód typu speedster, który poza otwartym dachem pozbawiony został także czołowej szyby, zyskując za to zabudowane zagłówki foteli kierowcy i pasażera, które płynnie łączą się z bryłą nadwozia. Agresywna stylizacja zawiera w sobie liczne płynne linie i muskularnie zarysowane nadkola, a także duży przedni wlot powietrza. Samochód nawiązuje detalami do seryjnych konstrukcji Aston Martina, jednak jest zarazem całkowicie unikalnym projektem stylistycznym powstałym od podstaw.
Do napędu Aston Martina DBR22 wykorzystano podwójnie turbodoładowany silnik benzynowy typu V12 o pojemności 5,2 litra, który rozwija moc 715 KM i 753 Nm maksymalnego momentu obrotowego. Moc przenoszona jest na tylną oś przy pomocy 8-biegowej automatycznej skrzyni biegów, pozwalając na rozpędzenie się do 100 km/h w 3,5 sekundy i osiągnięcie 319 km/h prędkości maksymalnej. Do wykonania konstrukcji DBR22 wykorzystane zostało włókno węglowe, z kolei rama podtrzymująca zawieszenie powstała dzięki drukarkom 3D. Technologia ta pozwoliła znacznie obniżyć masę całkowitą samochodu, bez jednoczesnej utraty sztywności.

### Sprzedaż
Aston Martin DBR22 to początkowo unikatowa konstrukcja typu one-off, która zbudowana została tylko w jednym egzemplarzu. Po prezentacji przed publicznością podczas Monterey Car Week w sierpniu 2022, producent zaplanował dostarczenie samochodu do prywatnego nabywcy, kolekcjonera rzadkich samochodów. Jego personalia, jak i cena sprzedaży samochodu, nie zostały jednakże ujawnione. Firma nie wyklucza też zbudowania w późniejszym czasie ograniczonej serii dla innych, lojalnych nabywców Aston Martina.

### Silnik
- V12 5.2l 715 KM